# 桑原幸子
桑原 幸子（くわはら ゆきこ、1947年12月2日 - 2022年4月21日）は、日本の女優。東京都大田区出身。身長155cm、血液型はA型。

## 来歴
東映児童研修所に入所後、1960年にテレビドラマ『白馬童子』（NETテレビ）にて子役としてデビュー。その後、1965年に東映と専属契約を結び多くの映画出演を経て、代表作となる『プレイガール』（東京12チャンネル）にレギュラー出演する。
夫は作家の西木正明。1973年に結婚。西木とは1968年頃に『平凡パンチ』（西木が同誌の編集者だった）の取材で知り合った。西木は当時既婚者だったが桑原を口説き、桑原も恋愛感情はなかったものの「既婚者のほうが好きだった」とのこと。
晩年は横浜市港北区綱島東で家業を継ぎ株式会社京浜ラバー社長を務めた。
2022年4月21日、横浜市内の自宅にて心不全のため死去。74歳没。東映児童研修所の後輩で、『プレイガール』でも共演し親交が深かった女優の片山由美子が自らのTwitterで4月21日に桑原が亡くなったことを伝えた。

## 主な出演作品

### テレビドラマ
- 白馬童子（1960年、東映 / NET）
- 特別機動捜査隊（NET / 東映）　
  - 第159話「大都会の落葉」（1964年）
  - 第286話「女と赤電話」（1967年）
- 鉄道公安36号 第124話「女のプラットホーム」（1965年、NET）
- 悪魔くん 第6話「首人形」（1966年、東映 / NET）
- 銭形平次 第32話「三日目の鐘」（1966年、東映 / フジテレビ）
- 有料道路（1967年、東映 / NTV）
- あひるヶ丘77（1968 - 1969年、東映 / フジテレビ）
- プレイガールシリーズ（東映 / 東京12チャンネル）
- プレイガール（1969 - 1973年）- レギュラー・原幸子
  - プレイガール 第204話「悪鬼のような女」（1973年） - 生方浩
  - プレイガールQ
    - 第26話「女の奥の奥の手」（1975年） - 長谷妙子
    - 第62話「初笑い! 裸でびっくりお色気合戦」(1976年) - 大島ゆり子
- 時間ですよ 第2シリーズ 第31話（1972年、TBS）- エッコ
- 紫頭巾 第11話「女スリ緋牡丹お島」（1972年、松竹 / 東京12チャンネル） - お島
- 非情のライセンス第1シリーズ 第36話「兇悪な子猫たち」（1973年、東映 / NET）
- 右門捕物帖 第21話「脱走」（1974年、NET / 東映）

### 映画
- 怪談せむし男（1965年）
- おんな番外地 鎖の牝犬（1965年）
- ひも（1966年）
- 冒険大活劇 黄金の盗賊（1966年）
- 893愚連隊（1966年）
- 日本暗黒街（1966年）
- 骨までしゃぶる（1966年）
- 兄弟仁義 関東兄貴分（1967年）
- 喜劇 急行列車（1967年）
- 続大奥(秘)物語（1967年）
- 喜劇 競馬必勝法（1967年）
- 昭和残侠伝 血染の唐獅子（1967年）
- 夜の歌謡シリーズ 命かれても（1968年）
- 博奕打ち 殴り込み（1968年）
- 忍びの卍（1968年）
- 尼寺(秘)物語（1968年）
- 日本侠客伝 絶縁状（1968年）
- 不良番長（1968年）
- 博徒解散式（1968年）- ミッチー
- 馬賊やくざ（1968年）
- 怪談 蛇女（1968年）- 玉井あさ役
- ㊙トルコ風呂（1968年）- 圭子
- 夜の手配師（1968年）
- 謝国権「愛」より （秘）性と生活（1969年）
- 不良番長 練鑑ブルース（1969年）
- 奇妙な仲間 おいろけ道中（1970年）
- おいろけコミック 不思議な仲間（1970年）
- （秘）セックス恐怖症（1970年）
- 現代任侠道 兄弟分（1970年）
- 起きて転んでまた起きて（1971年）
- セックス喜劇 鼻血ブー（1971年）
- 夜の最前線 東京（秘）地帯（1971年）
- ボディガード牙 必殺三角飛び（1973年）
- 高校生無頼控 感じるゥ〜ムラマサ(1973年)　- 藤本千秋
- チョットだけョ全員集合!!（1973年） - 紅子

### オリジナルビデオ
- 時空警察ヴェッカー（2001年）- 時空警察幹部
- ウィッチクローズ（2002年）- （※友情出演）

### 舞台
- 女道中恋参り（2003年）
- アイアイの眼（2003年）
- 沢たまき追悼公演 プレイガール『ING』（2004年）

## 音楽

### アルバム
- 桑原幸子とあなた（1971年／2006年3月27日、CD化）

### オムニバスアルバム
- 魅惑のムード☆秘宝館（2003年）-『イヴの悲しみ』を収録
- 沢たまき&プレイガール ミュージックコレクション（2004年4月21日）-『ウィーク・ポイント』を収録

## その他の活動
- プレイガールオフィス・トークショー「プレイガール伝説」（2000年）